# Reinhardt Møbjerg Kristensen
Reinhardt Møbjerg Kristensen est un zoologiste danois, né le 6 décembre 1948.
Spécialiste des tardigrades et des embranchements microscopiques marins.
Professeur à l'université de Copenhague.
Il est membre de l'Académie royale danoise des sciences.

## Quelques taxons décrits
- Loricifera
- Cycliophora
- Micrognathozoa

## Publications (extrait)
- Reinhardt Møbjerg Kristensen et Peter Funch, Micrognathozoa: a new class with complicated jaws like those of Rotifera and Gnathostomulida. In Journal of Morphology Vol. 246, Nr. 1, octobre 2000. P. 1-49, PMID 11015715
- Gonzalo Giribet, Martin Vinther Sørensen, Peter Funch, Reinhardt Møbjerg Kristensen et Wolfgang Sterrer, Investigations into the phylogenetic position of Micrognathozoa using four molecular loci. In Cladistics. Vol. 20, n° 1, février 2004. Pages 1ff DOI 10.1111/j.1096-0031.2004.00004.x
- R. P. Higgins, R. M. Kristensen, Loricifera. In Robert P. Higgins, H. Thiel (coll.): Introduction to the Study of Meiofauna. Smithsonian Institution Press, Washington 1988, p. 319,  (ISBN 0-87474-488-1)
- R. M. Kristensen, Loricifera, a new phylum with Aschelminthes characters from the meiobenthos. In Zeitschrift für zoologische Systematik und Evolutionsforschung. Parey, Hambourg 21. 1983, p. 163,  (ISSN 0044-3808)
- R. M. Kristensen, Loricifera. In F. W. Harrison, E. E. Ruppert (coll.): Aschelminthes. Microscopic Anatomy of Invertebrates. Bd 4. Wiley-Liss, New York 1991, p. 351.  (ISBN 0-471-56103-7)
- R. M. Kristensen, An Introduction to Loricifera, Cycliophora, and Micrognathozoa. In Integrative and Comparative Biology. Lawrence Kan 42.2002, p. 641.   (ISSN 1540-7063)

 Kristensen est l’abréviation habituelle de Reinhardt Møbjerg Kristensen en zoologie.

Consulter la liste des abréviations d'auteur en zoologie ou la liste des taxons zoologiques assignés à cet auteur par ZooBank